# Olympische Sommerspiele 1996/Teilnehmer (Sudan)
| Gelbes Symbol für Goldmedaillen mit stilisierten Olympischen Ringen | Graues Symbol für Silbermedaillen mit stilisierten Olympischen Ringen | Braundes Symbol für Bronzemedaillen mit stilisierten Olympischen Ringen |
| ------------------------------------------------------------------- | --------------------------------------------------------------------- | ----------------------------------------------------------------------- |
| —                                                                   | —                                                                     | —                                                                       |

Der Sudan nahm an den Olympischen Sommerspielen 1996 in Atlanta, USA, mit einer Delegation von vier Sportlern (allesamt Männer) teil.

## Teilnehmer nach Sportarten

### Leichtathletik
- Mohamed Babiker Yagoub
800 Meter: Vorläufe

- Khamis Abdullah Seifeddine
5000 Meter: Vorläufe

- Ahmed Adam
Marathon: 68. Platz

### Tischtennis
- Ahmed Mohamed Osama
Einzel: 49. Platz